# Карл фон Бентхайм-Текленбург
Карл Мориц Казимир Бернхард Франц Адолф Хайнрих Георг Емил Лудвиг Евгений Херман фон Бентхайм-Текленбург (на немски: Karl Moritz Kasimir Bernhard Franz Adolf Heinrich Georg Emil Ludwig Eugen Hermann zu Bentheim-Tecklenburg; * 12 август 1852 в Бозфелд, днес Реда-Виденбрюк; † 29 януари 1939 в дворец Хоенлимбург) е принц на Бентхайм-Текленбург.
Той е третият син на пруския генерал-лейтенант принц Адолф фон Бентхайм-Текленбург-Реда (1804 – 1874) и съпругата му принцеса Анна Каролина Луиза Аделхайд Ройс млада линия (1822 – 1902), дъщеря на княз Хайнрих LXVII Ройс (1789 – 1867) и принцеса Аделхайд Ройс-Еберсдорф (1800 – 1880).
По-големият му брат Густав (1849 – 1909) става 4. княз на Бентхайм-Текленбург.
Карл фон Бентхайм-Текленбург умира бездетен на 86 години на 29 януари 1939 г. в дворец Хоенлимбург.

## Фамилия
Карл фон Бентхайм-Текленбург се жени на 29 октомври 1891 г. в Клипхаузен за Маргарета Каролина Елизабет Ройс-Кьостриц (* 1 октомври 1864, Клипхаузен; † 26 юни 1952, Хоенлимбург), внучка на княз Хайнрих LXIII Ройс-Кьостриц (1786 – 1841), дъщеря на принц Хайнрих XV Ройс (1834 – 1869) и графиня Луитгарда цу Щолберг-Вернигероде (1838 – 1917). Те нямат деца.